# Britney and Kevin: Chaotic
Britney and Kevin: Chaotic, ou Britney et Kevin au Québec, est une émission de télé réalité américaine en cinq épisodes de 22 minutes créée par Anthony E. Zuiker et diffusée du 17 mai au 14 juin 2005 sur le réseau UPN.
Au Québec, elle est diffusée à partir du 30 août 2005 à MusiquePlus.
Elle met en vedette la chanteuse américaine Britney Spears et son mari de l'époque, Kevin Federline, qui sont les producteurs exécutifs de l'émission. Les épisodes se composant essentiellement de vidéos réalisées par Spears et Federline, accompagnées de quelques commentaires ajoutés; débutent au commencement de leur flirt pendant la partie européenne de la tournée de Britney Spears, The Onyx Hotel Tour au printemps 2004 et se terminent par leur mariage, au mois de septembre de la même année.
L'émission a reçu des commentaires négatifs de la part des critiques, jugeant la série comme un suicide pour la carrière de Britney Spears, tout en faisant état du narcissisme excessif de la chanteuse et qualifiant les thèmes abordés dans la série comme trop explicites. La série a reçu une nomination aux Teen Choice Awards en 2005 dans la catégorie Choice TV Show: Reality. Elle est commercialisée en DVD accompagné d'un EP de Britney Spears du même nom. Un seul single en est extrait, Someday (I Will Understand). Les paroles de la chanson traite de sentiments liés à la maternité. Un vidéoclip paraît après le dernier épisode de la série.

## Réalisation
En avril 2005, il est annoncé que Britney Spears a signé un contrat avec la chaîne de télévision UPN afin de produire sa propre émission de télé-réalité. La série mettrait en scène des images de la chanteuse et de son mari, Kevin Federline, et serait diffusée en six épisodes. « Depuis le jour où Kevin et moi nous sommes rencontrés, il y a eu des rumeurs et des spéculations constantes et inexactes au sujet de notre vie commune », dit Britney Spears dans une déclaration à propos de la série. « Je pense que l'année dernière, les tabloïds ont couvert toute ma vie, et je suis vraiment excitée de montrer à mes fans ce qui s'est réellement passé, plutôt que toutes les histoires qui ont été mal interprétées par les journalistes dans le passé. Comme je le disais avant, je suis maintenant pouvoir exprimer ma vie personnelle à travers l'art. » L'émission était initialement intitulé Britney & Kevin: Can You Handle Our Truth? avant d'être officiellement annoncée sous son titre actuel, avec Can You Handle Our Truth? en tant que slogan. Le générique de la série, Chaotic chanté par Britney Spears, a été écrit par Michelle Bell, Christian Karlsson, Pontus Winnberg, Henrik Johnback et est produit par Bloodshy & Avant.
Le premier épisode, intitulé Can You Handle My Truth? aborde des thèmes tels que le sexe et l'amour et réalise une audience de 3,5 millions de téléspectateurs. Les épisodes suivants se composent de vidéos tournées par Spears et Federline du commencement de leur relation, au printemps 2004 durant la partie européenne de la tournée de la chanteuse, The Onyx Hotel Tour jusqu'à leur mariage en septembre 2004; agrémentées de quelques commentaires ajoutés. Britney Spears révéla que l'émission a aidé le couple à se connaître l'un et l'autre, disant: « Je ne connais pas très bien Kevin, et quand j'étais derrière la caméra, cela m'a fait me sentir bien. C'est vraiment bizarre parce que c'était comme une tension au départ. Nous étions si nerveux d'être ensemble. Je suis vraiment timide, et quand j'ai eu la caméra en main, cela m'a fait me sentir plus franche et je pense que ça a contribué à notre rapprochement. » Seulement cinq épisodes ont été diffusés. Le dernier épisode, intitulé Veil of Secrecy comprend la première mondiale du vidéoclip de la chanson, Someday (I Will Understand) (2005).

## Réception
L'émission reçoit des avis négatifs de la part des critiques. Taylor Carik du magazine Flak considère la série comme une « insulte au bon sens et à la décence », tout en commentant que « les comportements ridicules de Britney Spears dans Chaotic, confirme la transparence évidente de son statut de "produit vedette" et la nature calculée de son succès. » Aaron Beierle de DVD Talk qualifie la série de « désastre absolu de tout premier ordre ». Ed Gonzalez de Slant Magazine note que « le style de l'émission étant tiré aux extrêmes, il rend particulièrement difficile à regarder ce qui est ni plus ni moins qu'un totem au narcissisme de la chanteuse pop », critiquant le fait que Spears et Federline « émettent leur point de vue sur le sexe, la vie et l'amour […] comme s'ils étaient les seules personnes sur Terre. »
Josh Wolk, d'Entertainment Weekly estime que Britney and Kevin: Chaotic est un « suicide de carrière par caméra » de Britney Spears, commentant, « la vérité est que non seulement elle est insipide, mais qu'elle est égocentrique à un degré dangereux ». Wolk a également noté que « tellement de mauvaises choses se croisent dans ce spectacle avec Britney que je ne peux pas les hiérarchiser. Je ne peux pas dire que le narcissisme pur est le principal problème, car cela peut être un sous-produit de la stupidité écrasante présentée ici ». Laura Fries du magazine Variety perçut la série comme « une attaque visuelle avec des angles de caméra nauséabonds, de nature à bouleverser même les plus insensibles téléspectateurs. Note à Spears: Apprends à utiliser un caméscope avant de baser un spectacle sur son utilisation ». Hayley Butler de Jam! a donné au dernier épisode de la série une critique mitigée, déclarant qu'il « était plein de moments larmoyants » et qu'il était « le seul épisode non rempli de blagues stupides, de comportements enfantins et de pensées de Britney sur la vie », ajoutant que les scènes du mariage de Spears et Federline « paraissait être un évènement très émouvant et touchant ». Butler s'est également demandé « si leur show avait atteint son but. Ils nous ont ennuyé, fait grincer des dents, nous ont donné leurs idées sur la vie et l'amour et enfin, ennuyé un peu plus. Toutefois, si le point de l'ensemble du spectacle était de prouver que leur l'amour est véritable, eh bien ce que j'ai à dire, c'est Britney et Kevin : Mission accomplie ».

### Awards
Britney and Kevin: Chaotic a reçu une nomination aux Teen Choice Awards de 2005 dans la catégorie Choice TV Show: Reality tandis que Britney Spears était nommée pour Choice TV Personality: Female, et Federline pour Choice TV Reality/Variety Star: Male. Toutefois, l'émission American Idol, la chanteuse américaine Jessica Simpson et le chanteur Bo Bice remportèrent respectivement ces prix.

## Commercialisation
Britney and Kevin: Chaotic… The DVD and More paraît le 27 septembre 2005 sous Jive Records. C'est le septième DVD de la chanteuse américaine Britney Spears, il contient les images de la série de télé-réalité de Spears, Britney and Kevin: Chaotic et le making of celle-ci ainsi que les vidéoclips des chansons Do Somethin' et Someday (I Will Understand) parus en 2005. Le DVD reçut des critiques négatives, précisant que « les fans devraient certainement apprécier ce coffret DVD, mais tous les autres devraient rester à l'écart ». Britney and Kevin: Chaotic… The DVD and More a culminé à la 40e au classement DVD Oricon.

### DVD
| # | Titre                                     | Compositeur(s)                                                    | Directeur(s)                   | Durée |
| - | ----------------------------------------- | ----------------------------------------------------------------- | ------------------------------ | ----- |
| 1 | Can You Handle My Truth                   |                                                                   | Anthony E. Zuiker              |       |
| 2 | Who Said Anything About Love              |                                                                   | Anthony E. Zuiker              |       |
| 3 | Scared to Love You                        |                                                                   | Anthony E. Zuiker              |       |
| 4 | Magic Happens                             |                                                                   | Anthony E. Zuiker              |       |
| 5 | Veil of Secrecy (Final - Marriage)        |                                                                   | Anthony E. Zuiker              |       |
| 6 | The Making of Someday (I Will Understand) |                                                                   | Michael Haussman               |       |
| 7 | Someday (I Will Understand) (Vidéoclip)   | Spears                                                            | Michael Haussman               | 3:38  |
| 8 | Do Somethin' (Vidéoclip)                  | Christian Karlsson, Pontus Winnberg, Henrik Jonback, Angelo Hunte | Britney Spears, Bille Woodruff | 3:21  |

### EP
Singles
1. Someday (I Will Understand)
Sortie : 21 août 2005

Le 30 décembre 2004, Britney Spears fait une apparition surprise à Los Angeles sur la station de radio KIIS-FM pour dévoiler en exclusivité une nouvelle chanson intitulée, Mona Lisa. Spears a enregistré la chanson en direct avec son groupe en tournée, et l'a dédié à toutes les « légendes et icônes là-bas. » Elle révélé alors qu'elle veut que la chanson soit le premier single de son prochain album, provisoirement intitulé The Original Doll, et espère le sortir « probablement avant l'été [2005], ou peut-être un peu plus tôt que cela. » En janvier 2005, Britney Spears publie une nouvelle lettre sur son site internet, disant:

« Je pense que je devrais reformuler mes lettres précédentes, quand je parlais de prendre une « pause ». Je voulais dire que je prends une pause du fait qu'on me dise quoi faire… C'est cool quand vous regardez quelqu'un et que vous ne savez pas s'il travaille ou s'il joue, car c'est la même chose pour lui. Les choses que j'ai faites dernièrement ont été amusantes parce que ce n'était pas comme travailler pour moi. J'ai été encore plus impliquée dans mon management et sur le côté commercial des choses, et je me sens plus en contrôle que jamais. »

Un représentant de Jive Records déclara que bien que Spears avait travaillé en studio, « aucun album n'est prévu pour le moment » et qu'il « n'est pas prévu d'envoyer Mona Lisa en radio ». Mona Lisa, écrite par Spears, Teddy Campbell et David Kochanski a ensuite été re-travaillée et publiée sur le CD bonus inclus dans le DVD Britney and Kevin: Chaotic, Someday (I Will Understand) y figure également et a été composée par Spears au piano chez elle, deux semaines avant qu'elle apprenne qu'elle était enceinte de son premier enfant, Sean Preston. Elle explique alors que la chanson est venue « comme une prophétie… quand vous êtes enceinte, vous avez un pouvoir ». Elle a donné naissance à son premier fils, Sean Preston, le 14 septembre 2005. Guy Sigsworth est le producteur de Someday (I Will Understand) et il a également coécrit une chanson avec Imogen Heap, Robyn et Alexander Kronlund, intitulé Over to You Now qui est inclus comme piste bonus sur le CD bonus. And Then We Kiss devait également être ajouté sur le CD bonus mais en a été écarté pour des raisons inconnues. Le CD bonus est publié comme premier EP de Britney Spears le 27 septembre 2005.

#### Single
Someday (I Will Understand) paraît comme premier et unique single de l'EP Britney and Kevin: Chaotic en Europe le 21 août 2005. La chanson atteint le Top 10 au Danemark, en Suède et en Suisse et s'est également classée dans un certain nombre de pays européens. Le vidéoclip en noir et blanc est diffusé en première mondiale lors du final de l'émission Britney and Kevin: Chaotic. Réalisé par Michael Haussman, il montre Spears enceinte et dépeint une transformation de son caractère. Une version remixée de la chanson est incluse sur la compilation de remixes B in the Mix: The Remixes (2005). La chanson du générique de la série, Chaotic, bénéficie d'une sortie promotionnelle au Japon, bien que n'étant pas publié comme single.

#### Liste des chansons
| # | Titre                       | Compositeur(s)                                                      | Producteur(s)    | Durée |
| - | --------------------------- | ------------------------------------------------------------------- | ---------------- | ----- |
| 1 | Chaotic                     | Michelle Bell, Christian Karlsson, Pontus Winnberg, Henrik Johnback | Bloodshy & Avant | 3:31  |
| 2 | Someday (I Will Understand) | Britney Spears                                                      | Guy Sigsworth    | 3:36  |
| 3 | Mona Lisa                   | Spears, Teddy Campbell, David Kochanski                             | Bloodshy & Avant | 3:26  |

##### Pistes bonus
| # | Titre | Compositeur(s)                                    | Producteur(s) | Durée |
| - | --- | ------------------------------------------------- | ------------- | ----- |
| 4 | Over to You Now (édition anglaise & indonésienne)                                                                        | Sigsworth, Imogen Heap, Robyn, Alexander Kronlund | Guy Sigsworth | 3:42  |
| 4 | Someday (I Will Understand) [Hi-Bias Signature Radio Remix] (édition européenne, anglaise, indonésienne et thaïlandaise) | Britney Spears                                    | Guy Sigsworth | 3:46  |